# SDI (motor)
SDI (motor) (anglicky Suction Diesel Injection, německy Saugdiesel Direct Injection) je obchodní název vznětových motorů s atmosférickým plněním a přímým vstřikováním produkovaných koncernem Volkswagen.
Motory SDI jsou vyráběny jako řadové čtyřválce nebo pětiválce s různým objemem (1,7–2,5 l), v závislosti na účelu využití.
Jsou to agregáty odvozené od známých motorů TDI. Protože nejsou přeplňované, poskytují nižší výkon ve srovnání s objemově shodným přeplňovaným motorem – např. v modelu Škoda Fabia 1.9 SDI měly výkon 47 kW, v modelu Škoda Octavia Tour 1.9 SDI měly výkon 50 kW. Minivozy Volkswagen Lupo nebo Seat Arosa dostaly motor 1.7 SDI disponující 44 kW. V modelu Volkswagen Caddy 2.0 SDI měly tyto motory výkon 51 kW a v modelu Volkswagen Golf V 55 kW. 
Z konstrukčního hlediska jsou motory SDI jednodušší a spolehlivější než agregáty TDI, vzhledem k absenci turbodmychadla. Výhodou je to, že spotřebou vůbec nezaostávají za motory TDI, které jsou o něco oblíbenější. V praxi lze spotřebu udržet mezi 5–6 litry/100 km, velmi klidní řidiči ji dokážou stlačit až na 3,9 litru. Z hlediska servisního je třeba prakticky pouze měnit rozvodový řemen po 90 000 km a motorový olej 10W-40 po 15 000 km. Motory 1.9 SDI byly v roce 2006 staženy z výroby, kvůli nesplnění nastupujích emisních norem Euro IV. Definitivní konec pro SDI motory znamenal rok 2010, kvůli nastupující exhalační normě Euro V a s tím je spojena i změna vstřikování z PD (PD = Pumpe-Düse, čili Čerpadlo-Tryska) na Common Rail. Systém vstřikování PD se montoval pouze do 2.0 SDI, který konstrukčně vycházel z agregátu 2.0 TDI. Například ve VW Caddy nahradil 2.0 SDI nový agregát 1.6 TDI DPF, který vyhovuje již zmíněné normě Euro V, jelikož dostal filtr pevných částic.

## Motory SDI
- 1.7 SDI 44 kW (1716 cm3) – pro VW Lupo/Seat Arosa a VW Polo III
- 1.9 SDI 47/50 kW (1896 cm3, výkon závislý na modelu vozu) – pro Škoda Fabia I (47 kW), Škoda Octavia I (50 kW), VW Golf IV (50 kW), Seat Ibiza (47 kW), Seat Inca (47 kW), Seat Cordoba (47kW), VW Polo (47 kW), VW Polo Classic (47/50 kW) atd.
- 2.0 SDI-PD 51 kW (1968 cm3) – pro VW Caddy
- 2.0 SDI-PD 55 kW (1968 cm3) – pro VW Golf V
- 2.5 SDI 55 kW (2461 cm3) – pro VW LT